# День подяки (Канада)
День подяки (фр. Action de grâce або фр. Jour de l'Action de grâce) — це щорічне канадське свято, яке відзначається другого понеділка жовтня. За межами країни його часто називають канадським Днем подяки, щоб відрізнити його від американського свята з такою ж назвою та пов'язаних святкувань в інших регіонах.
День подяки офіційно святкується в Канаді як щорічне свято з 6 листопада 1879 року. Хоча дата святкування змінювалася щороку і не була сталою, зазвичай це був другий понеділок жовтня.
31 січня 1957 року генерал-губернатор Канади Вінсент Мессей оприлюднив прокламацію, у якій зазначалося: «День загальної подяки Всемогутньому Богу за щедрий урожай, яким благословенна Канада — святкувати другого понеділка жовтня».

## Офіційне свято
День подяки є офіційним вихідним днем у більшості провінцій Канади, але лише необов'язковим святом у Атлантичних провінціях: Острів Принца Едварда, Ньюфаундленд і Лабрадор, Нова Шотландія та Нью-Брансвік Компанії, які регулюються федеральним урядом, зокрема в телекомунікаційній та банківській сферах, визнають це свято по всій країні.

## Традиційне свято
Як літургійне свято, День подяки має спільне коріння з британським та континентально-європейським святом врожаю, з традиційним оздобленням церков рогами достатку, гарбузами, кукурудзою, снопами пшениці та іншими дарами врожаю. Хоча офіційне святкування припадає на понеділок, канадці можуть влаштовувати традиційний святковий обід будь-якого дня в довгі вихідні — найчастіше це неділя. Страви, які традиційно подають на День подяки, включають запечену індичку, ростбіф, шинку, начинку, картопляне пюре з підливою, солодку картоплю, журавлинний соус, солодку кукурудзу, різноманітні осінні овочі (зокрема гарбузи, брюссельську капусту), гарбузовий пиріг, яблучний пиріг, карамелізовані батати. Залежно від регіону, можуть подаватися й інші традиційні страви, зокрема лосось, дичина, вечеря з Джигсом (традиційна страва з Ньюфаундленду з солоним м’ясом і гороховим пудингом), масляний пиріг (канадські тарталетки з вершковою начинкою) та Nanaimo bars (десерт без випікання, родом із Британської Колумбії).

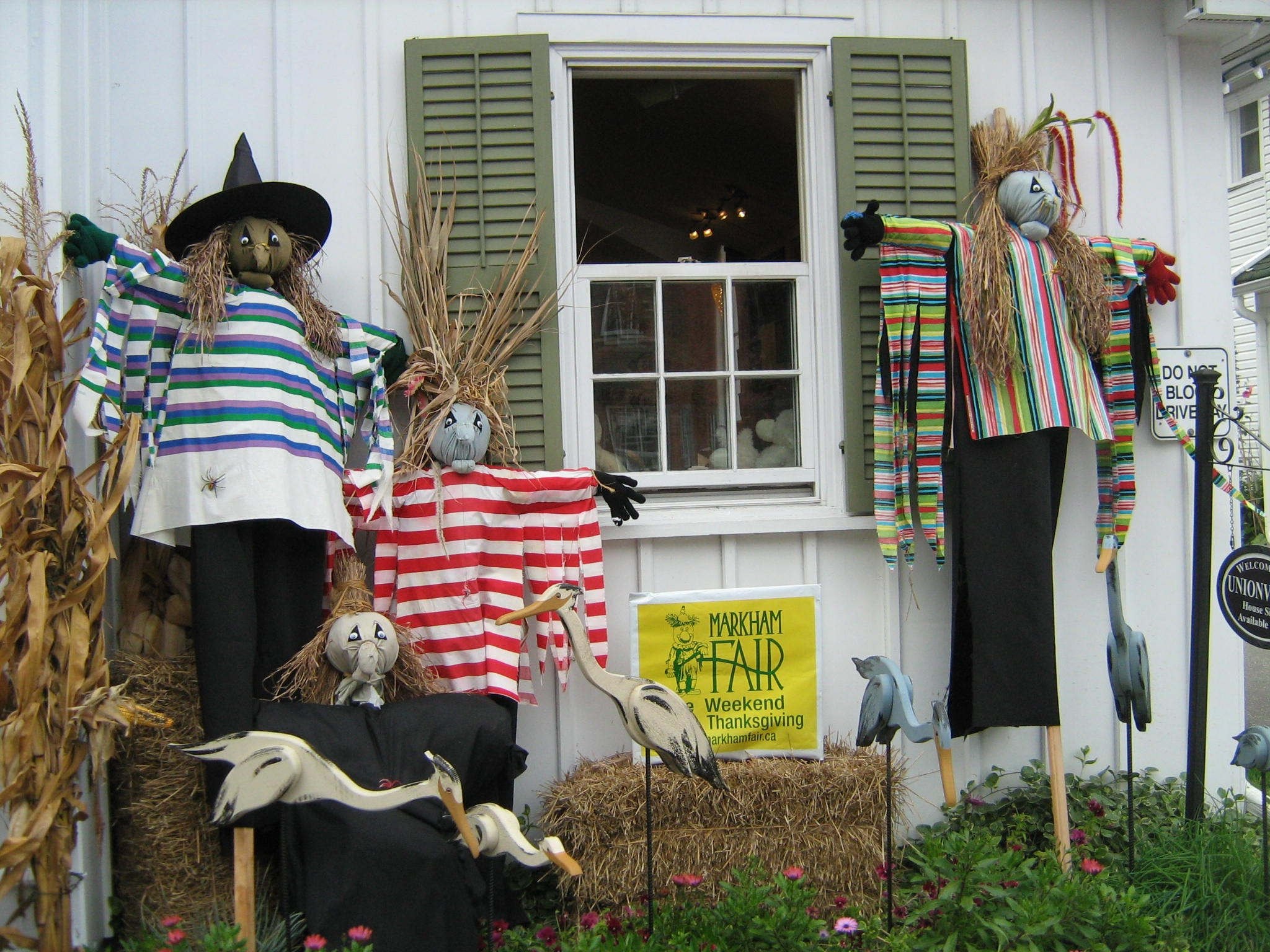
Страшила, виставлені на Маркгемському ярмарку. Кілька громад проводять ярмарки за тиждень до Дня подяки.

У канадському футболі Канадська футбольна ліга (CFL) традиційно проводить національно трансльований двоматчевий тур, відомий як Thanksgiving Day Classic. Це один із двох тижнів, коли ліга проводить матчі в понеділок удень — інший такий тиждень припадає на Labour Day Classic.
У багатьох громадах Канади проводяться заходи в тиждень, що передує святу, або безпосередньо в День подяки. Наприклад, Маркгемський ярмарок — щорічний сільськогосподарський та врожайний ярмарок, що проходить у вихідні перед святом, Октоберфест у Кітченер-Ватерлоо — щорічний парад з платформами, громадськими діячами, місцевими трупами та оркестрами, а Форт Ленглі проводить широко відвідуваний місцевий фестиваль, присвячений збору журавлини, з продажем ремісничих виробів, продуктів та товарів місцевих промисловців.

## Історія

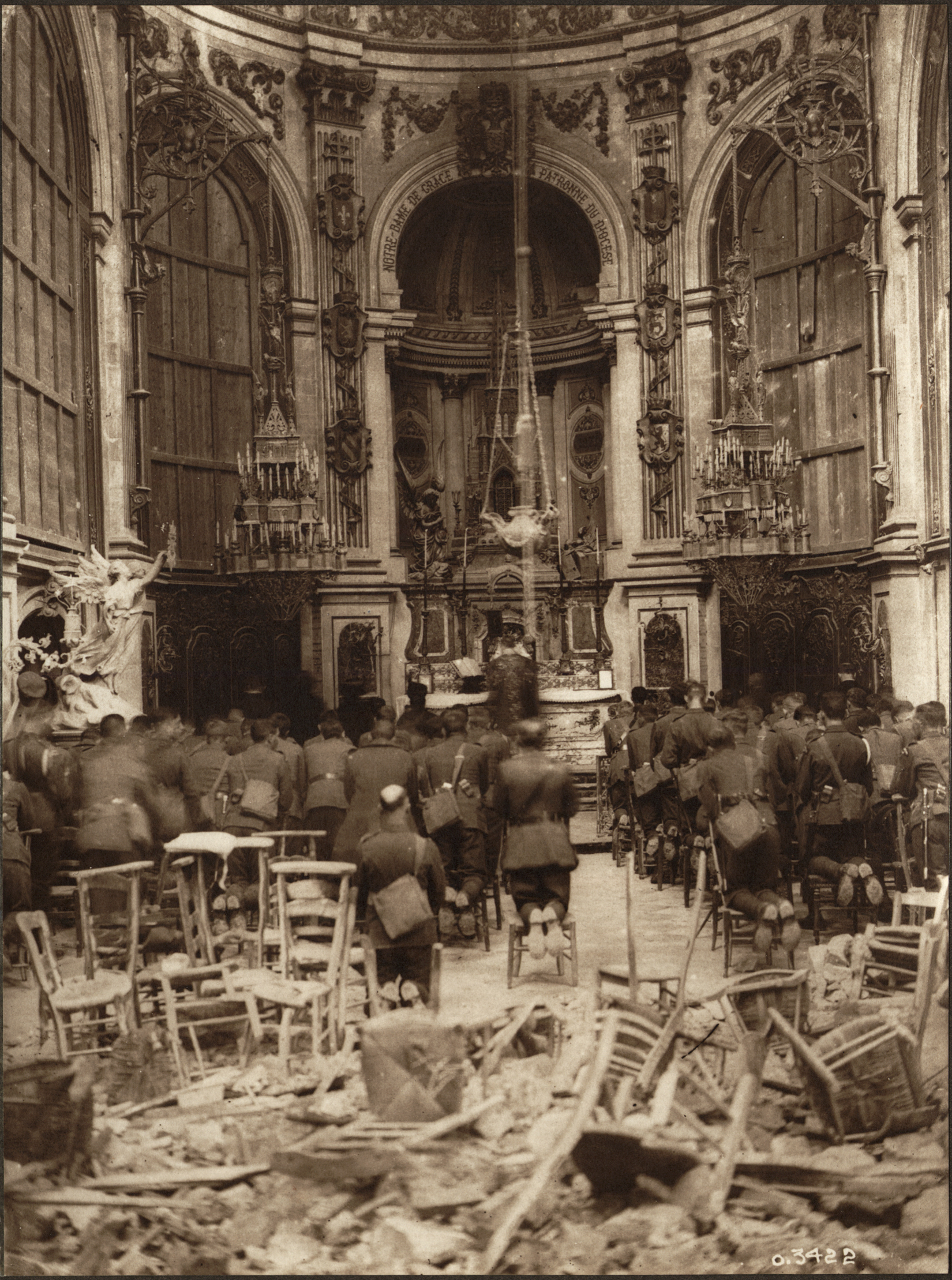
Канадські війська на месі подяки в розбомбленому соборі Камбре, Франція, жовтень 1918 року.

Згідно з деякими істориками, перше святкування Дня подяки у Північній Америці відбулося у 1579 році, після безпечного прибуття флоту Мартіна Фробішера до Ньюфаундленду, під час невдалої спроби знайти Північно-західний прохід. Під час своєї третьої експедиції до затоки Фробішера на острові Баффіна (нині територія Нунавут), Фробішер мав намір заснувати поселення. Його флот із п'ятнадцяти кораблів оснащений людьми, матеріалами та провіантом. Однак одна з втрат — корабель і частина будматеріалів — не дозволили йому реалізувати задумане. Експедицію переслідували льодовики та несподівані шторми, які розкидали флот. Зібравшись знову у затоці Фробішера, «маєстр Вольфолл, учений чоловік, призначений Її Величністю як їхній священник і проповідник, виголосив перед ними благочестиву проповідь, особливо закликаючи бути вдячними Богу за дивовижне і чудесне рятування в таких небезпечних місцях…». Вони відсвяткували Святе Причастя, яке стало першим підтвердженим християнським обрядом у тих регіонах. Цей факт пізніше поставили під сумнів, адже іспанці проводили подібні служби в іспанській Північній Америці ще в середині XVI століття, задовго до прибуття Фробішера.
У подальші роки французькі поселенці, які прибули з Самюелем де Шампленом (від 1604 року), також влаштовували свята подяки. Вони створили Орден Доброго Настрою (Ordre de Bon Temps) і організовували спільні бенкети з корінними народами, ділячись їжею. Після закінчення Семирічної війни у 1763 році та переходу Нової Франції під британське правління, мешканці Галіфаксу провели спеціальний День подяки. З 1799 року святкування проводилися епізодично, але не щороку. Так, День подяки 1799 року присвячений до воєнної перемоги Британської Північної Америки.
Після Американської революції біженці-лоялісти, які залишилися вірними Великій Британії, переїхали з новоутворених США до провінцій, що згодом утворили Домініон Канада, зокрема до Нової Шотландії та Квебеку. Вони принесли із собою традиції американського Дня подяки: індичку, гарбуз, кабачки.
У Нижній та Верхній Канаді День подяки відзначався у різні дати. Наприклад, у 1816 році обидві частини святкували завершення Війни 1812 року, але Нижня Канада — 21 травня, а Верхня Канада — 18 червня (День Ватерлоо). У 1838 році Нижня Канада використала свято, щоб відзначити придушення повстання. Після об'єднання двох Канад у Провінцію Канади, День подяки святкувався шість разів з 1850 по 1865 рік. У цей період це було стримане релігійне свято.
Перший День подяки після утворення Канадської конфедерації відзначили як державне свято 5 квітня 1872 року — на честь одужання Принца Уельського (майбутнього короля Едварда VII) після тяжкої хвороби.
Упродовж багатьох років перед офіційним визнанням національним святом у 1879 році, День подяки святкували або в кінці жовтня, або на початку листопада. Від 1879 року свято відзначалося щороку, спершу у четвер листопада. Після Першої світової війни, поправка до Закону про День перемир'я визначила, що з 1921 року День перемир'я та День подяки святкуватимуться в понеділок тижня, коли припадає 11 листопада. Через 10 років, у 1931 році, ці два свята розділили, а День перемир'я став Днем пам'яті. З 1931 по 1957 рік дату Дня подяки щороку визначали окремою прокламацією — зазвичай це другий понеділок жовтня, за винятком 1935 року, коли дату змінили через загальні вибори.
У 1957 році Парламент остаточно закріпив День подяки за другим понеділком жовтня. Тематика свята змінювалася щороку, щоб відобразити подію, за яку варто бути вдячним. У перші роки це був щедрий урожай або важлива річниця.